# Waar dan ook
Waar dan ook is een lied van de Nederlandse band Miss Montreal. Het werd in 2022 als single uitgebracht.

## Achtergrond
Waar dan ook is geschreven door Sanne Hans en Arno Krabman en geproduceerd door Krabman. Het is een nederpoplied waarin de liedverteller zingt dat zij altijd met haar geliefde mee gaat, waar ze ook heen gaan. Het lied is vergelijkbaar met de eerdere nieuwe singles van de band nadat Sanne Hans het Nederlandstalige Door de wind van Stef Bos had gecoverd bij Beste Zangers; het zijn allen Nederlandstalige ballades.

## Hitnoteringen
De band had weinig succes met het lied. Het stond niet in de Single Top 100 en er was ook geen notering in de Top 40, al was daar wel de achttiende plaats in de Tipparade.